# Birger Dobloug
Pour les articles homonymes, voir Dobloug.
Birger Dobloug, né le 20 mai 1881 et mort 7 juillet 1944 est un homme d’affaires et philanthrope norvégien. Fils d'un homme politique et homme d'affaires de gauche Mikkel Dobloug (en) (1844-1913), il quitte l'entreprise textile des frères Dobloug après un désaccord avec son frère Ingar Dobloug Sr (1888-1976). 
Birger Dobloug a créé un certain nombre de dotations et de fondations, parmi lesquels le prix Dobloug, un prix littéraire décerné tous les ans depuis 1951.